# Шелеповська сільська рада
Шеле́повська сільська рада (рос. Шелеповский сельский совет) — сільське поселення у складі Мокроусовського району Курганської області Росії.
Адміністративний центр — село Шелепово.
Населення сільського поселення становить 357 осіб (2017; 434 у 2010, 516 у 2002).

## Склад
До складу сільського поселення входять:
| Населений пункт       | Населення, осіб (2002) | Населення, осіб (2010) |
| --------------------- | ---------------------- | ---------------------- |
| Велике Щуче, присілок | 77                     | 75                     |
| Шелепово, село        | 439                    | 359                    |